# Aulacaspis
Aulacaspis är ett släkte av insekter som beskrevs av Cockerell 1893. Aulacaspis ingår i familjen pansarsköldlöss.

## Bildgalleri

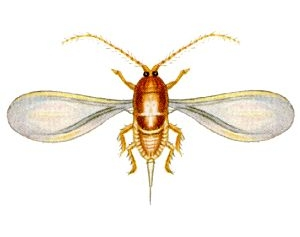

## Dottertaxa tillAulacaspis, i alfabetisk ordning[1][2]
- Aulacaspis aceris
- Aulacaspis actinidiae
- Aulacaspis actinodaphnes
- Aulacaspis alisiana
- Aulacaspis altiplagae
- Aulacaspis amamiana
- Aulacaspis australis
- Aulacaspis bambusae
- Aulacaspis baukiana
- Aulacaspis buteae
- Aulacaspis calcarata
- Aulacaspis calophylli
- Aulacaspis cambodiensis
- Aulacaspis citri
- Aulacaspis crawii
- Aulacaspis depressa
- Aulacaspis difficilis
- Aulacaspis discorum
- Aulacaspis distylii
- Aulacaspis divergens
- Aulacaspis elaeagni
- Aulacaspis ericacearum
- Aulacaspis fagraeae
- Aulacaspis ferrisi
- Aulacaspis formosana
- Aulacaspis fuzhouensis
- Aulacaspis greeni
- Aulacaspis guangdongensis
- Aulacaspis gudalura
- Aulacaspis hedyotidis
- Aulacaspis heneratgoda
- Aulacaspis herbae
- Aulacaspis ima
- Aulacaspis intermedia
- Aulacaspis isobeae
- Aulacaspis javanensis
- Aulacaspis kadsurae
- Aulacaspis kenyae
- Aulacaspis kuzunoi
- Aulacaspis latissima
- Aulacaspis ligulata
- Aulacaspis litseae
- Aulacaspis litzeae
- Aulacaspis longanae
- Aulacaspis loranthi
- Aulacaspis machili
- Aulacaspis maculata
- Aulacaspis madiunensis
- Aulacaspis maesae
- Aulacaspis mali
- Aulacaspis marginata
- Aulacaspis marina
- Aulacaspis martini
- Aulacaspis megaloba
- Aulacaspis mesuae
- Aulacaspis mesuarum
- Aulacaspis mischocarpi
- Aulacaspis murrayae
- Aulacaspis neoguineensis
- Aulacaspis neospinosa
- Aulacaspis nitida
- Aulacaspis orientalis
- Aulacaspis pallida
- Aulacaspis pellucida
- Aulacaspis penzigi
- Aulacaspis phoebicola
- Aulacaspis phoenicis
- Aulacaspis pinangiana
- Aulacaspis projecta
- Aulacaspis pudica
- Aulacaspis robusta
- Aulacaspis rosae
- Aulacaspis rosarum
- Aulacaspis saigusai
- Aulacaspis sassafris
- Aulacaspis schizosoma
- Aulacaspis spinosa
- Aulacaspis sumatrensis
- Aulacaspis takarai
- Aulacaspis tegalensis
- Aulacaspis thoracica
- Aulacaspis trifolium
- Aulacaspis tubercularis
- Aulacaspis uenoi
- Aulacaspis uncinati
- Aulacaspis wakayamaensis
- Aulacaspis vitis
- Aulacaspis yabunikkei
- Aulacaspis yasumatsui